# 芝清道
芝 清道（しば きよみち、1962年7月8日‐）は、日本の舞台俳優である。福岡県久留米市出身。劇団四季所属。

## 略歴
父親の実家は佐賀県にある寺院の僧侶[要出典]。子供の時、寺の竹薮の中で幽霊を見てワーワー言いながら逃げた思い出がある[要出典]。
実家は幼稚園[要出典]。父親は高校の英語の教師で生活指導の怖い先生だったそうだが、本人はツッパリなお兄さん[要出典]。
得意なスポーツはテニスと野球[要出典]。
出身中学：久留米市立江南中学校[要出典]、
出身高校：福岡県立明善高等学校[要出典]
2005年7月8日に五反田のキャッツ・シアターで『キャッツ』の公演回数が通算6000回に達した際には、当日誕生日の芝が舞台挨拶を行った。
劇団四季に入ろうとした理由は高校生の頃に兄が事故で死に、その兄の遺志を継ごうとしたからである[要出典]。兄が通っていた玉川大学に進学後、劇団四季に入団した。妹が1人いて兄弟思いの優しい兄な部分もある[要出典]。

## 出演作品
- エビータ（チェ役）
- 思い出を売る男（黒マスクのジョオ役）
- キャッツ（マンカストラップ、ラム・タム・タガー役）
- ジーザス・クライスト＝スーパースター（熱心党のシモン、イスカリオテのユダ、ジーザス・クライスト役）
- マンマ・ミーア!（サム役）
- ミュージカル李香蘭（杉本、王玉林役）
- ユタとふしぎな仲間たち（ゴンゾ、ペドロ役）
- アンドロマック(オレスト役)
- ライオンキング（ムファサ役）
- 鹿鳴館（飛田天骨役）
- 劇団四季 ソング&ダンス55ステップス（ヴォーカルパート）
- サウンド・オブ・ミュージック（トラップ大佐）
- リトルマーメイド（トリトン役）
- オペラ座の怪人（ファントム役）
- ノートルダムの鐘（フロロー）
- バケモノの子（猪王山）[1]
- ゴースト&レディ (ジョン・ホール軍医長官)